# Cato June
Cato Nnamdi June (18 de novembro de 1979, Riverside, Califórnia) é um ex-jogador profissional de futebol americano que atuava como linebacker. Mais recentemente ele jogou pelo Omaha Nighthawks da United Football League. Ele também jogou pelo Indianapolis Colts, pelo Tampa Bay Buccaneers e pelo Chicago Bears na NFL.